# Nobel Boungou Colo
Nobel Boungou Colo, né le 26 avril 1988 à Brazzaville, est un joueur franco-congolais de basket-ball. Il évolue au poste d'ailier.

## Biographie
Nobel Boungou Colo, fils de diplomate congolais, ne vient que sur le tard dans le milieu du basket-ball. Il débute à l'âge de 15 ans à l'Alerte Juvisy en cadet et NM3 avant de rejoindre Blois, en NM2, pour une saison (2006-2007). 

### Débuts en Pro A (2007-2012)
Repéré par Orléans, il signe son premier contrat professionnel lors la saison 2007-2008. La saison suivante, Boungou Colo joue à la fois pour l'équipe professionnelle d'Orléans et pour l'équipe Espoir-ProA. Sa saison en espoirs révèle ses qualités. Ainsi il cumule 15,7 points, 8,6 rebonds, 4,1 interceptions et 1,8 passe par match.
C'est finalement à Hyères Toulon (HTV) que Boungou Colo peut enfin s'exprimer en Pro A. À la fin de la saison régulière 2009-2010, il tourne à 4,1 points et 2,6 rebonds par match. Sa progression se confirme la saison suivante, encore une fois sous les couleurs du HTV avec 6,8 points et 4,7 rebonds par match durant la saison régulière. En 2011-2012, Le Mans recrute le jeune franco-congolais. Nobel découvre l'EuroCoupe par la même occasion. Toutefois, son aventure au Mans s'achève en janvier 2012.

### L'éclosion à Limoges (2012-2016)
Le 23 février 2012, Boungou Colo renforce le Limoges Cercle Saint-Pierre qui est alors au coude à coude avec Boulazac pour la montée directe en Pro A. Sa venue dynamise l'effectif du CSP. Sa forte personnalité et son énergie permet à sa nouvelle équipe de terminer à la première place de la phase régulière du championnat de France de Pro B et surtout de conquérir le titre à Bercy. Le CSP dispute une deuxième finale dans cette dernière salle, la coupe de France, perdue face à Chalon-sur-Saône. Il remporte le Match des Champions 2012 et est élu MVP du All-Star Game LNB 2013 avec 28 points et 13 rebonds.
Le 19 juin 2013, il prolonge avec Limoges jusque 2016.
Le 20 avril 2014, il réalise la meilleure performance française sur un match en LNB depuis 3 ans, avec 36 points (11/14 aux tirs), 5 rebonds, 3 passes décisives, 1 interception, aucune balle perdue, 1 contre et 10 fautes provoquées pour un magistral 42 d’évaluation. Il dépasse la marque de Dounia Issa, avec 41 d'évaluation en 2009. Boungou Colo remporte le Championnat de France de Pro A 2014. 
Courtisé par de grands clubs européens comme le Panathinaïkos, Vitoria ou encore Málaga, il décide de prolonger à Limoges jusqu'en 2017.
En juillet 2014, Boungou Colo participe à la NBA Summer League. Il joue 7 minutes (pour 1 pt, 1 rbd et 1 pd) avec le Heat de Miami face aux Celtics de Boston. Puis, il joue deux matchs avec les Spurs de San Antonio.
Le 20 juin 2015, avec le Limoges CSP, il remporte un nouveau titre de champion de France face à Strasbourg.
À la fin de la saison 2015-2016, il annonce qu'il veut quitter Limoges mais sa clause de sortie est de 200 000 euros.
Début août 2016, il réitère son envie de quitter le club.

### Expériences à l'étranger (2016-2019)
Le 29 août 2016, après cinq ans passés au Limoges CSP, Boungou Colo rejoint pour un an le club du BC Khimki Moscou entraîné par Duško Ivanović, entraineur qui souhaitait déjà le faire venir au Panathinaïkos,. Le 5 juillet 2017, il annonce son départ du club russe.
Après une saison intéressante en Russie, il rejoint, le 21 août 2017, l'Espagne et le CDB Séville en Liga Endesa. Cependant, à la suite des mauvais résultats de l'équipe en championnat, il est coupé par le club sévillan au mois de décembre 2017.
le 6 février 2018, il rebondit alors en Italie en signant à Turin jusqu'à la fin de la saison. Le 18 février 2018, il remporte le "PosteMobile Final Eight" (la Leaders Cup italienne) avec Turin.
Le 15 janvier 2019, sans club depuis le début de saison 2018-2019, il revient en France où il signe aux Levallois Metropolitans pour deux mois en tant que pigiste médical de Rasheed Sulaimon. Il joue 3 rencontres avec Levallois, une équipe diminuée par les blessures avant de trouver, mi-février, une place à la Joventut Badalona, en Liga ACB, jusqu'à la fin de la saison,.

### Retour en France
Sans club à l'issue de son passage à Badalone, il rejoint en juillet 2019 le Paris Basketball en Pro B et son projet de monter en première division à l'issue de la saison 2019-2020. Artisan de la montée du Paris Basketball dans l'élite, il quitte le club parisien en juillet 2021. Il rebondit comme pigiste médical de Bandja Sy aux Metropolitans 92 le 30 septembre 2021. Son contrat dure 6 semaines,.
Le 16 février 2022, agent libre, il signe à l'Orléans Loiret Basket jusqu'à la fin de la saison.

### Carrière en équipe de France
Le 16 mai, il fait partie de la liste des vingt-quatre joueurs pré-sélectionnés pour la participation à la Coupe du monde 2014 en Espagne. Il réalise une belle performance lors de la victoire face à l'Italie (77-66) en marquant 15 points. Mais, il doit quitter les A' à la fin du mois de juin pour participer à la NBA Summer League avec le Heat de Miami et les Spurs de San Antonio.
Le 30 juillet 2014, il connait sa première sélection en équipe de France A face à la Belgique. Il joue 11 minutes, marque deux points et prend six rebonds.
Le 8 août 2014, face à la Croatie, il joue 7 minutes et marque 3 points.
Le 10 août 2014, Vincent Collet annonce qu'il n'est pas retenu dans le groupe pour disputer la coupe du monde 2014.
Le 26 avril 2017, Nobel Boungou Colo est pré-sélectionné en équipe de France pour les tournois internationaux jusqu'aux Jeux olympiques d'été de 2020 (comprenant le championnat d'Europe 2017 et la coupe du monde 2019).

## Clubs successifs
- 2007 - 2009 :  Entente orléanaise (Pro A)
- 2009 - 2011 :  Hyères-Toulon VB (Pro A)
- 2011 - 2012 :  Le Mans SB (Pro A)
- 2011 - 2016 :  Limoges CSP (Pro B puis Pro A)
- 2016 - 2017 :  Khimki Moscou (VTB United League)
- 2017 :  CDB Séville (Liga Endesa)
- 2018 :  Auxilium Turin (LegA)
- 2019 :  Levallois Metropolitans (Jeep Élite)
- 2019 :  Joventut Badalone (Liga ACB)
- 2019-2021 :  Paris Basketball (Pro B)
- 2021 :  Metropolitans 92 (Betclic Élite)
- depuis février 2022 :  Orléans Loiret Basket (Betclic Élite)

## Palmarès

### En club
- 2005-2006 : Vainqueur du Trophée Coupe de France avec l'Alerte Juvisy Basket NM3.
- 2008-2009 : Finaliste Trophée du Futur Espoir Pro A avec Orléans.
- 2008-2009 : Finaliste de la Semaine des As en 2009 avec Orléans.
- 2008-2009 : Vice Champion de France Pro A avec Orléans.
- 2011-2012 : Finaliste de la Coupe de France avec Limoges.
- 2011-2012 : Champion de France Pro B avec Limoges.
- 2012 : Vainqueur du Match des Champions avec Limoges.
- 2014 : Champion de France Pro A avec Limoges.
- 2015 : Champion de France Pro A avec Limoges.
- 2017 : vice champion de la VTB league avec Khimki Moscou.
- 2018 : Vainqueur du "PosteMobile Final Eight" avec Turin.
- 2018 : Vainqueur de la Coupe d'Italie avec Turin.

### Distinctions personnelles
- Participation au All-Star Game LNB : 2012, 2013, 2014, 2015
- MVP du All-Star Game LNB : 2013
- Joueur MVP LNB du mois 2014 : janvier et avril.
- numéro 3 au résultat de MVP français LNB 2014